# Bocarra-sombrio
Bocarra-sombrio (Corydon sumatranus) é uma espécie de ave da família Eurylaimidae. Pode ser encontrada nos seguintes países: Brunei, Camboja, Indonésia, Laos, Malásia, Myanmar, Singapura, Tailândia e Vietname. Os seus habitats naturais são: florestas subtropicais ou tropicais húmidas de baixa altitude e regiões subtropicais ou tropicais húmidas de alta altitude.